# セモヴェンテ da 75/34
セモヴェンテ da 75/34とは第二次世界大戦中に開発・使用されたイタリアの自走砲である。本車は75mm L/34砲をM15/42戦車の車体に装備した。この車輌は1943年のローマ防衛で実戦投入され、また後にはドイツ国防軍がイタリア北部とバルカン半島で使用した。141両が戦時中に生産されており、この内60両は1943年9月のカッシビレの休戦の前に作られ、この後、81両をドイツが生産した。

## 開発
セモヴェンテ da 75/18の成功の後、より良い砲を搭載した自走砲の生産が決定された。これは対戦車能力を増強するためであり、75/18ではHEATの使用によってこの能力が与えられていた。
主砲のObice da 75/18 modello 34を野砲であるCannone da 75/32 modello 37へと換装し、M14/41戦車の車体を用いたいくつかの試作車輌が作られた。
量産開始は1943年春である。結局、カルロ・アルマート P40の主砲と同型砲である75mm L/34砲をM15/42戦車の車体に搭載し、1943年9月のイタリア降伏までに60両ほどが生産された。

## 設計
以前のセモヴェンテから引き継がれたものがある一方で、本車はいくらか従来のものと異なっている。
21mm厚の2枚の装甲板を重ねる代わりに、前面装甲は42mm厚の1枚の装甲板で作られ、戦闘室のケースメート構造はより長い主砲を収められるよう改修された。本車にはM15/42と同じ192馬力のガソリンエンジンが搭載され、最高速度38.4km/hを無理なく発揮できた。

## 作戦
イタリア陸軍による唯一の作戦投入例は、1943年9月8日から10日、不成功に終わったローマの防衛戦である。
カッシビレの休戦の後、イタリアは戦う側を切り替え、以前の同盟国であるドイツはイタリアの敵となった。12両ほどのセモヴェンテ da 75/34が「第135機甲師団アリエテII」の「CXXXV Gruppo」に配備された。数両のみが戦闘で破壊され、残余はドイツに接収された。ドイツ軍はこれらをイタリアとバルカン半島で使用した。1945年までに、ドイツの指示の下で約80両が生産された。

## 登場作品
『Enlisted』
チュニジアの戦いでイタリア軍の駆逐戦車として使用可能。
『War Thunder』
イタリアの駆逐戦車75/34 M42として75/18 M41の次に開発可能。
『トータル・タンク・シミュレーター』
イタリアの改駆逐戦車セモヴェンテ DA 75/34として登場。